# Huang Bo
Pour les articles homonymes, voir Huang.
Huang Bo (en chinois : 黄 渤 ; pinyin : Huáng Bó), né à Qingdao (province de Shandong), en Chine, le 26 août 1974, est un acteur et réalisateur chinois. Il est diplômé de la Beijing Film Academy.

## Filmographie partielle

### Comme acteur
- 2014 : Breakup Buddies de Ning Hao
- 2017 : Battle of Memories (en) de Leste Chen (en)
- 2018 : The Island de lui-même : Ma Jin
- 2019 : Crazy Alien de Ning Hao : Geng Hao
- 2019 : My People, My Country
- 2023 : Creation of the Gods I: Kingdom of Storms : Jiang Ziya

## Comme réalisateur
- 2018 : The Island